# Regula de aur a politicii fiscale
Regula de aur este o regulă fiscală adoptată de Gordon Brown din Marea Britanie pentru a reda un principiu pentru operarea politicii fiscale. Regula de aur spune că într-un ciclu economic, guvernarea se va împrumuta numai pentru a investi și nu pentru a crea cheltuieli curente.
Justificarea pentru regula de aur derivă din teoria macroeconomică. Păstrând constante celelalte variabile, o creștere a împrumuturilor guvernamentale face ca rata dobânzii să crească, iar investițiile să scadă, pentru că o rată mai mare a dobânzii este necesară pentru ca investiția să fie profitabilă. Deși guvernul folosește fondurile împrumutate pentru a investi în proiecte cu o rată a dobânzii similară cu investiția privată, acumularea de capital scade, având consecințe negative asupra creșterii economice.